# Clarra Gomez
Clarra Gomez (auch: Clara Gomez, geb. am 6. Juni 1997) ist eine gambische Fußballspielerin.

## Leben
2004 gewann sie in einem gambischen Jugend-Leichtathletikteam die Bronzemedaille über 1500 m bei einem Wettkampf mit mehreren Nachbarländern.
Um 2007 spielte sie für den Company Ten FC, um 2017 für den Interior FC.
Ende 2007 gehörte sie einer Vorauswahl an, aus der ein gambisches Nationalteam der Frauen entstehen sollte. Ende Januar 2014 sollte sie in einem Freundschaftsspiel gegen Guinea-Bissau eingesetzt werden, das jedoch kurzfristig abgesagt wurde. Im August 2017 stand sie für ein Freundschaftsspiel gegen Kap Verde im Kader des gambischen Nationalteams der Frauen, das ebenfalls abgesagt wurde. Am 16. September 2017 stand Saidy bei Gambias erstem offiziellen internationalen Spiel gegen Guinea-Bissau im Kader.
Bei der Qualifikation für den Afrika-Cup der Frauen 2018 trat sie mit dem gambischen Team an. Das Team schied in der zweiten Runde gegen Nigeria aus, das später den Titel gewann.